# Brie, Ille-et-Vilaine
Brie är en kommun i departementet Ille-et-Vilaine i regionen Bretagne i nordvästra Frankrike. Kommunen ligger i kantonen Janzé som tillhör arrondissementet Rennes. År 2022 hade Brie 1 014 invånare.

## Befolkningsutveckling
Antalet invånare i kommunen Brie
Referens:INSEE